# Ned Dearborn
Ned Dearborn (* 24. November 1865 in Alton, New Hampshire; † 16. Januar 1948 in Hampton, Virginia) war ein US-amerikanischer Biologe.

## Leben
Dearborn war der Sohn von Josiah und Sara Morrill Dearborn, geborene Haines. 1891 erlangte er den Bachelor of Science am Dartmouth College. Danach arbeitete er für zwei Jahre als Lehrer an einer staatlichen Schule, anschließend als Oberaufseher in der Linsenabteilung der Lord Brothers Optical Company in Tilton, New Hampshire, und schließlich für vier Jahre als Lehrer am New Hampshire College. 1899 graduierte er zum Master of Science an der University of New Hampshire. 1901 wurde er am Dartmouth College zum Doctor of Science promoviert. Von 1901 bis 1909 war er Assistenzkurator an der ornithologischen Abteilung des Field Museum of Natural History in Chicago. Von 1909 bis 1920 war er als Assistenzbiologe für den United States Biological Survey des Landwirtschaftsministeriums der Vereinigten Staaten (USDA) tätig. 1920 gründete er die Dearborn Pelztierfarm in Sackets Harbour, New York, die er bis Anfang 1948 leitete. Von 1928 bis 1932 war er Assistenzprofessor für Forstzoologie an der Forestry School der University of Michigan.
Dearborn war Mitglied im Cooper Ornithological Club, in der American Genetic Association, in der Biological Society of Washington und in der American Society of Mammalogists.
Dearborn beschrieb die Unterart Amazilia cyanura guatemalae der Blauschwanzamazilie, die Unterart Chamaetylas poliocephala akeleyae des Braunbrust-Braunschwanz, die Unterart Regulus satrapa ciarus des Indianergoldhähnchens, die Unterart Diglossa baritula montana des Zimtbauch-Hakenschnabels und die Unterart Turdus assimilis rubicundus der Weißkehldrossel.
Dearborn war auch als Autor tätig. Zu seinen Beiträgen zählen Catalogue of a collection of birds from Guatemala (1907), The English Sparrow as a Pest (1912), The Domesticated Silver Fox (1917), Rabbit Raising (1920), Bird Houses and how to Build Them (1923) und Foods of some predatory fur-bearing animals in Michigan (1932).
1894 heiratete Dearborn Helen Josephine Hills. Aus dieser Ehe gingen ein Sohn und eine Tochter hervor.

## Dedikationsnamen
Dearborn wurde in den Epitheta von zwei Taxa geehrt, die gegenwärtig ungültig sind. Vireolanius pulchellus dearborni W. de W. Miller & Griscom, 1931 wurde mit der Nominatform des Smaragdvireos und Cyanocompsa parellina dearborni A. R. Phillips, 1991 wurde mit der Nominatform des Lasurkardinals synonymisiert.